# NGC 7346
NGC 7346 é uma galáxia elíptica (E) localizada na direcção da constelação de Pegasus. Possui uma declinação de +11° 05' 02" e uma ascensão recta de 22 horas, 39 minutos e 35,4 segundos.
A galáxia NGC 7346 foi descoberta em 7 de Agosto de 1864 por Albert Marth.